# Berberis repens
Espèce
Classification phylogénétique
Berberis repens, le berbéris rampant ou mahonia rampant, est une espèce de plantes à fleurs de la famille des Berbéridacées. C'est un arbuste originaire d'Amérique du Nord.

## Description
C'est un arbuste prostré et drageonnant, ne dépassant guère 30 cm de haut, assez rustique (il peut résister jusqu'à −15 °C), aux feuilles persistantes et à floraison printanière (avril, mai) jaune.
Ses fruits bleu sombre sont recouverts de pruine et mûrissent en août.
Cette espèce possède quatorze paires de chromosomes.

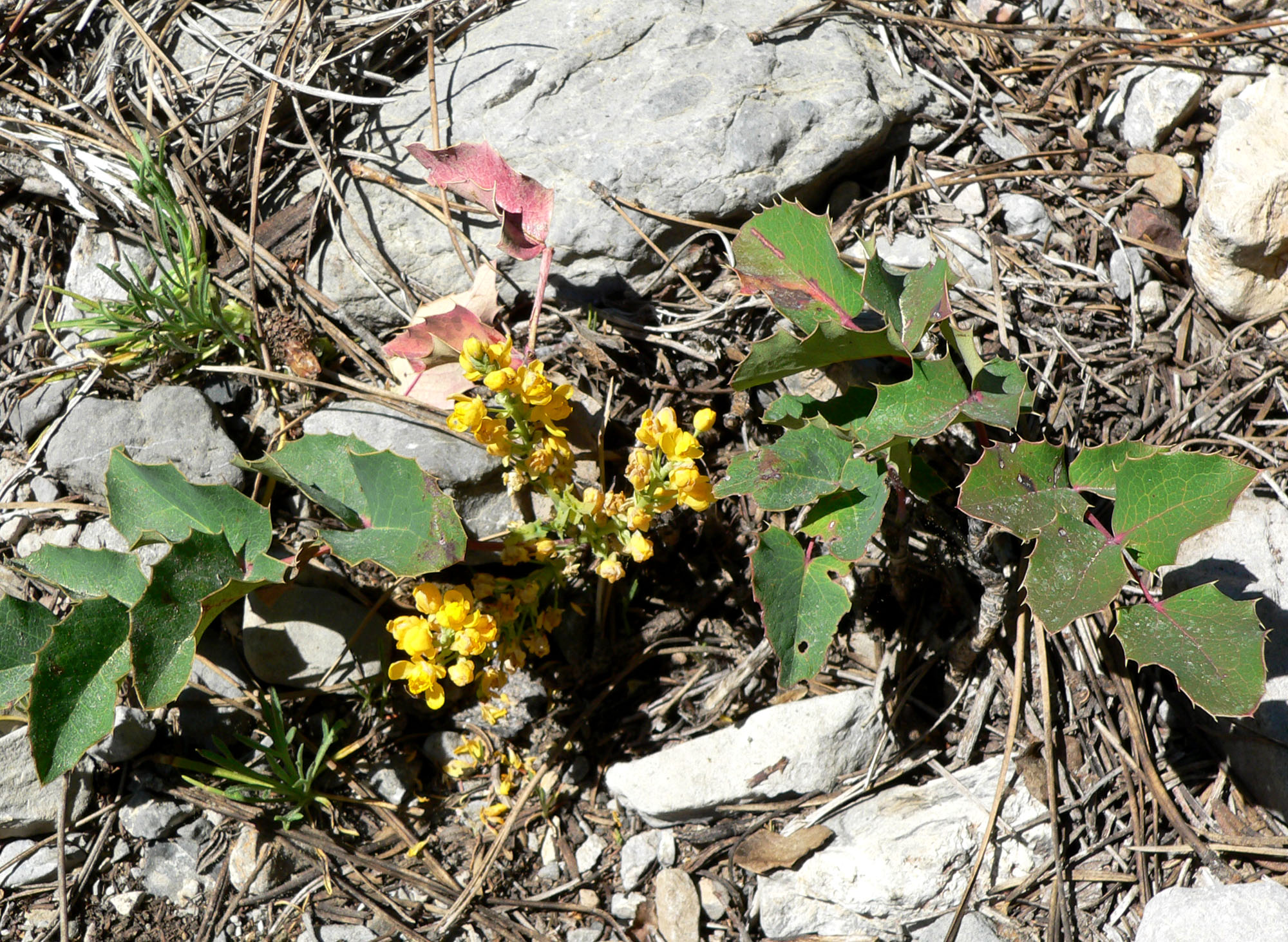
Fleurs.
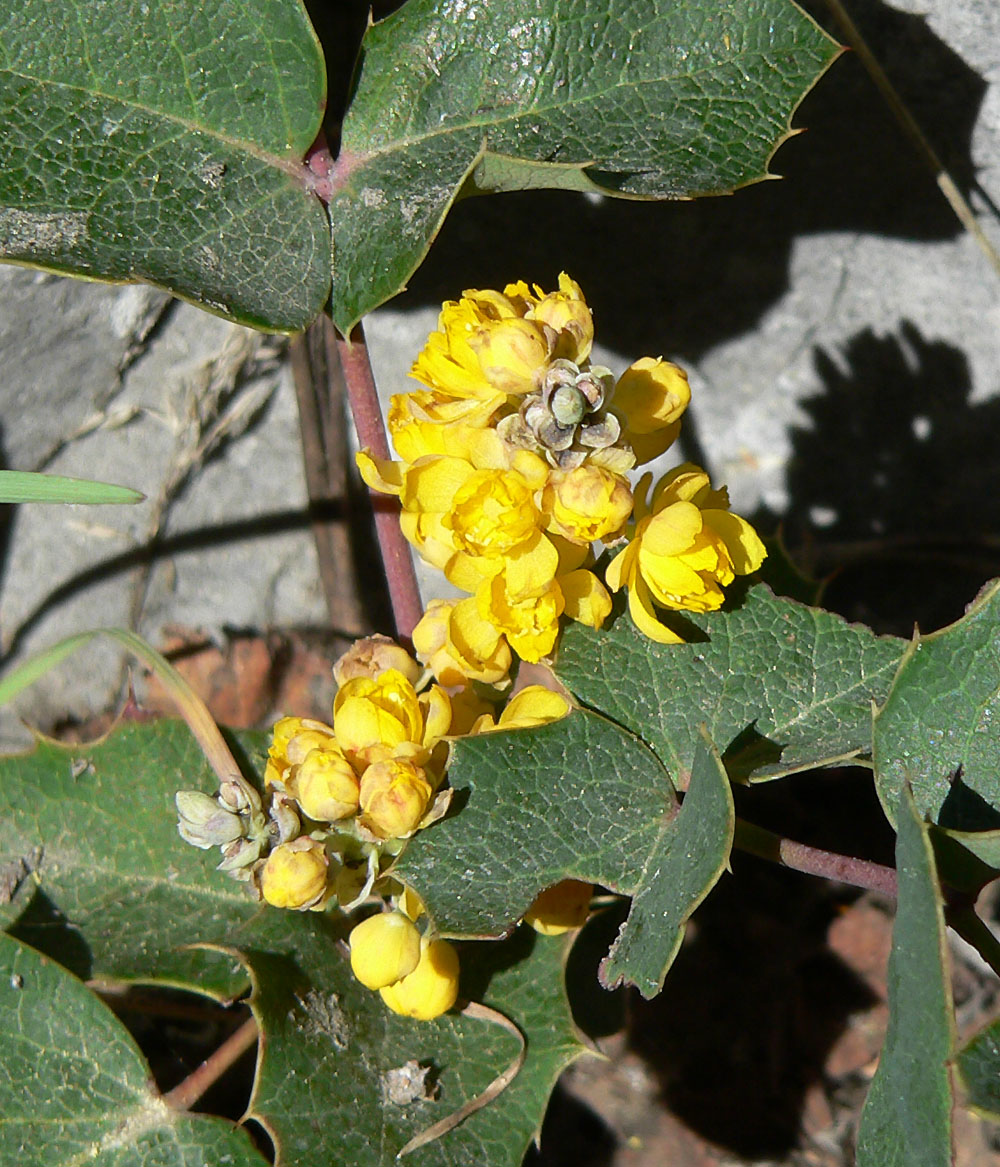
Fleurs.
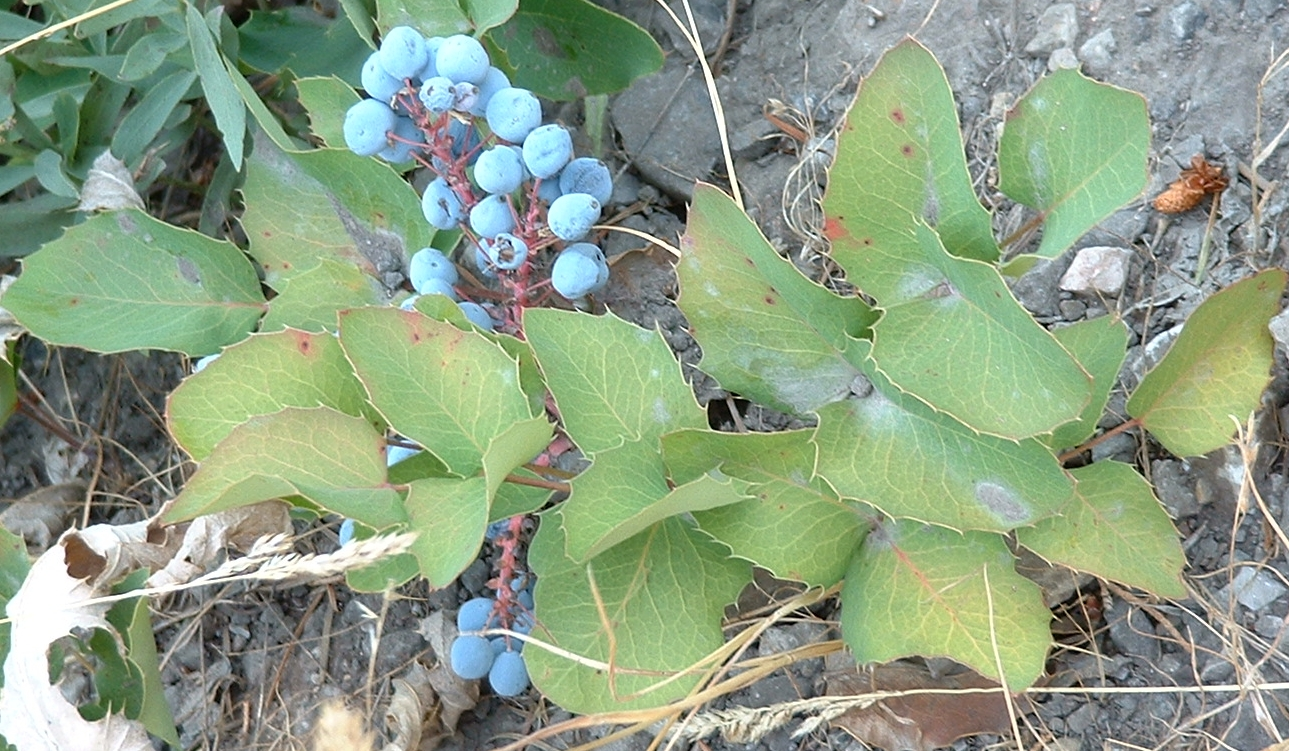
Fruits.

## Taxonomie
Cette espèce s'hybride naturellement avec Berberis aquifolium : cette possibilité a conduit certains naturalistes à en faire une variété de cette dernière espèce.
La synonymie en est donc nombreuse :
- Berberis aquifolium f. repens (Lindl.) B.Boivin (1966)
- Berberis aquifolium var. repens (Lindl.) Scoggan (1978)
- Berberis aquifolium subsp. repens (Lindl.) Brayshaw (1989)
- Berberis sonnei (Abrams) McMinn
- Odostemon repens Cockerell (1911)
- Mahonia repens (Lindl.) G.Don (1930)
- Mahonia sonnei Abrams

La position adoptée ici est celle de l'index GRIN qui la conserve comme espèce indépendante.

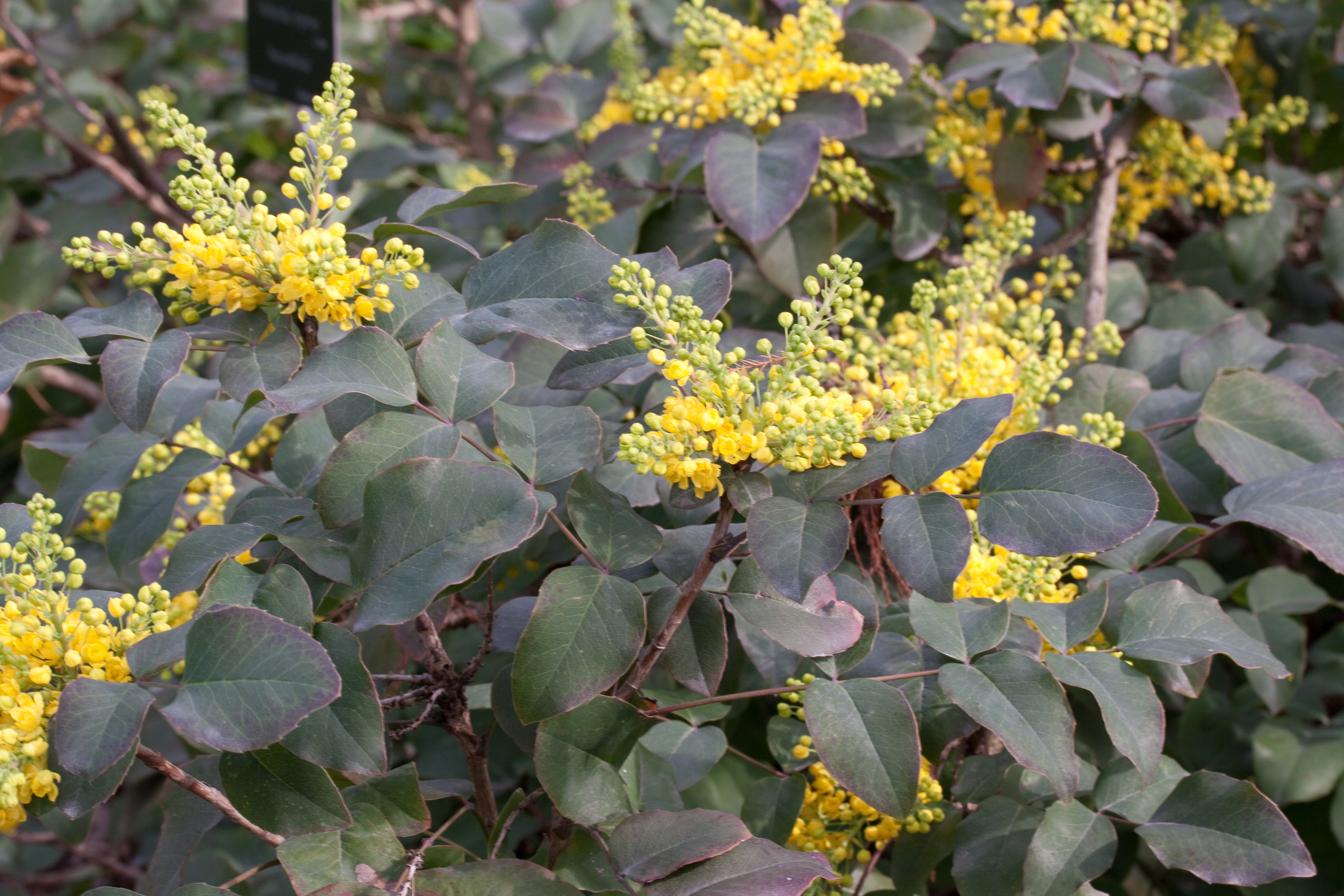
Berberis repens var. rotundifolia

Elle a aussi des variétés botaniques reconnues :
- Berberis repens  var. macrocarpa (Jouin) Marroq. & Laferr. (1997) - synonyme : Mahonia repens var. macrocarpa Jouin (1910)
- Berberis repens var. rotundifolia (Fedde) Marroq. & Laferr. (1997) - synonyme : Mahonia repens (Lindl.) G.Don var. rotundifolia Fedde (1901).

## Distribution
Cette espèce est originaire d'Amérique du Nord : Canada, États-Unis.

## Utilisation
Le mahonia rampant est largement utilisé à des fins ornementales : plante facile de culture, de développement réduit et de floraison printanière. Il peut être utilisé en couvre-sol.
Un éventuel usage médicinal est signalé.